# Выдрин, Максим Львович
Максим (Моисей) Львович Выдрин (14 августа 1870, Бежица, по другим данным, г. Москва — 31 мая 1951) — белорусский ученый в области акушерства и гинекологии. Доктор медицинских наук, профессор (1923). Заслуженный деятель науки БССР (1938). Основатель и руководитель первой в Беларуси кафедры акушерства и гинекологии.

## Биография
Родился в Бежице в интеллигентной семье.
Среднее образование получил в Бежицкой гимназии и 5-й гимназии Москвы. В 1892 г. поступил на медицинский факультет Московского университета. В связи с тяжелыми условиями жизни и тяжелым материальным положением средства для существования он вынужден был зарабатывать уроками.
В 1897 году М. Л. Выдрин закончил учебу в Московском 
университете и начал работать ординатором хирургического отделения 1-й Городской больницы имени Пирогова под руководством известного гинеколога — хирурга профессора Л. Н. Варнека. Здесь он работал до 1905 года. и одновременно — в родильном отделении Галицкой больницы. В 1905 г. Максим Львович сдал экзамен в Московском государственном университете на звание врача-акушера. В мае 1905 г. был призван в армию (война с Японией) и служил ординатором передвижного госпиталя 2-й Восточносибирской стрелковой дивизии в Маньчжурии. После возвращения с войны до 1910 года. Максим Львович работал ординатором хирургического отделения (в 1907 г. оно было преобразовано в гинекологическое отделение) 1-й Городской больнице имени Н. И. Пирогова.
В 1923-1941 и 1943-1951 гг. заведующий кафедрой акушерства и гинекологии Минского медицинского института.

## Научная деятельность
Работы по исследованию и лечению внематочной беременности, маточного кровотечения, фибромы, рака матки. Автор учебников по акушерству и гинекологии.
Научные работы профессора М. Л. Выдрина посвящены хирургическому лечению изнанки матки при родах, выпадению матки, прободению матки при аборте, а также хирургическому и рентгеновском лечению фибромы и рака матки. Много внимания в своих научных исследованиях он уделял борьбе с послеродовыми заболеваниями. В целях снижения количества послеродовых септических заболеваний активно пропагандировал инструментальное, а не ручное обследование полости матки после родов (1941, 1948).
Он опубликовал более 40 научных работ, в числе которых первые фундаментальные учебники на белорусском языке: «Гинекология. Учебник для студентов медицинского института»(19ЗЗ), «Учебник по акушерству» (19З6); написал ряд статей для советской Медицинской энциклопедии. На русском языке изданы учебники по акушерству в 19З8 г. и 1947 г. Под его руководством выполнены и защищены 20 докторских и кандидатских диссертаций.

## Награды
Деятельность Максима Львовича высоко оценена государством: ему присвоено почетное звание «Заслуженный деятель науки БССР» (19З8), он награжден орденом Ленина (1945), двумя орденами Трудового Красного Знамени, медалью «За доблестный труд в Великой Отечественной войне 1941-1945 гг.», а также Почетными грамотами Совнаркома БССР (19З0), Верховного Совета БССР (1944 г.) и другими.